# Ryska järnvägscupen
Ryska järnvägscupen (ryska: Кубок РЖД: svensk translitterering Kubok RZjD, engelska: Russian Railways Cup eller Railways cup), var en årlig internationell fotbollstävling för herrar. Endast två upplagor av turneringen har spelats, 2007 och 2008.
Turneringen spelades i ett utslagsformat med fyra deltagande lag. Varje lag gick därför in i en semifinal. Vinnaren i respektive semifinal kvalificerade sig för finalen, de förlorande lagen i semifinalerna möttes i en match om tredjepris.
I samband med att första upplagan spelats färdigt hävdade Vladimir Jakunin, dåvarande chef för Rysslands järnvägar, att turneringen skulle bli ett årligt evenemang.

## Bakgrund
Cupen startades för att hylla 170 år av ryskt järnvägsbyggande.
Värd för turneringen var Lokomotiv Moskva och alla matcher spelades på deras hemmaplan RZD Arena.  Lokomotiv Moskva har som andra Lokomotiv-klubbar en historisk koppling till det statliga järnvägsbolaget Rysslands järnvägar (RZD) och klubben ägs av bolaget.

## 2007
Den första upplagan av Ryska järnvägscupen deltog Milan, PSV Eindhoven, Real Madrid och värden Lokomotiv Moskva.
PSV vann finalen mot Real Madrid med 2-1.

## 2008
Den andra årgången var Lokomotiv Moskva återigen värdar. Milan återkom som deltagare, och Chelsea och Sevilla debuterade i turneringen.
Sevilla vann finalen efter att ha besegrat värdlaget med 3-0.

## Turneringens målskyttar
Statistiken omfattar båda upplagorna av turneringen, 2007 och 2008.
| Nr | Namn               | Klubb            | Mål |
| -- | ------------------ | ---------------- | --- |
| 1  | Nicolas Anelka     | Chelsea          | 4   |
| 2  | Branislav Ivanović | Lokomotiv Moskva | 2   |
| 2  | Guti               | Real Madrid      | 2   |
| 2  | Javier Saviola     | Real Madrid      | 2   |
| 3  | Ismaïl Aissati     | PSV              | 1   |
| 3  | Javier Balboa      | Real Madrid      | 1   |
| 3  | Cristian Brocchi   | Milan            | 1   |
| 3  | Javier Chevantón   | Sevilla          | 1   |
| 3  | Michael Essien     | Chelsea          | 1   |
| 3  | Gonzalo Higuaín    | Real Madrid      | 1   |
| 3  | Kaká               | Milan            | 1   |
| 3  | Ruslan Kambolov    | Lokomotiv Moskva | 1   |
| 3  | Arouna Koné        | Sevilla          | 1   |
| 3  | Frank Lampard      | Chelsea          | 1   |
| 3  | Peter Odemwingie   | Lokomotiv Moskva | 1   |
| 3  | Romaric            | Sevilla          | 1   |
| 3  | Clarence Seedorf   | Milan            | 1   |
| 3  | Dramane Traoré     | Lokomotiv Moskva | 1   |
| 3  | Mike Zonneveld     | PSV              | 1   |

### Självmål
| Nr | Namn            | Klubb | Självmål |
| -- | --------------- | ----- | -------- |
| 1  | Gennaro Gattuso | Milan | 1        |
| 1  | Dario Šimić     | Milan | 1        |